# نوكاردية
النوكاردية (الاسم العلمي:Nocardia) هي جنس من البكتيريا تتبع الفصيلة النوكارديات من رتبة الشعيات.

## أنواع النوكاردية
- نوكاردية أريزونية
- نوكاردية أفريقية
- نوكاردية أنيقة
- نوكاردية آسيوية
- نوكاردية برازيلية
- نوكاردية بطنية
- نوكاردية بيضاء
- نوكاردية تايلندية
- نوكاردية جديدة
- نوكاردية خراجية
- نوكاردية خمرية
- نوكاردية رئوية
- نوكاردية شيحية
- نوكاردية غبساء
- نوكاردية لحمية
- نوكاردية متحملة للحمض
- نوكاردية متسقة
- نوكاردية مكسيكية
- نوكاردية نجمية